# Team Nippo/2010
Deze pagina geeft een overzicht van de Nippo-wielerploeg in 2010.

## Algemeen
Algemeen manager: Hiroshi Daimon
Teammanager: Andrea Tonti
Ploegleiders: Fabrizio Fabbri, Ken Hashikawa, Alberto Elli, Andrea Tonti, Antonio Cibei
Fietsmerk: Cannondale

## Renners
| Naam                            | Geboortedatum | Nationaliteit | Ploeg 2009                       | Ploeg 2011                 |
| ------------------------------- | ------------- | ------------- | -------------------------------- | -------------------------- |
| Luca Barla                      | 29-09-1987    | Italië        | Team Milram                      | Androni Giocattoli-CIPI    |
| Mirko Battaglini                | 23-09-1987    | Italië        | Neo                              | geen                       |
| Tetsuya Fujioka                 | 29-05-1988    | Japan         | Neo                              | geen                       |
| Vincenzo Garofalo               | 05-08-1982    | Italië        | Amica Chips-Knauf (tot 29-5)     | Matrix Powertag            |
| Kazuo Inoue                     | 17-02-1981    | Japan         | geen                             | Bridgestone Anchor         |
| Masaaki Kikuchi                 | 09-04-1986    | Japan         | EQA-Meitan Hompo-Graphite Design | D'Angelo & Antenucci-Nippo |
| Nariyuki Masuda                 | 23-10-1983    | Japan         | EQA-Meitan Hompo-Graphite Design | Utsunomiya Blitzen         |
| Takashi Miyazawa                | 27-02-1978    | Japan         | EQA-Meitan Hompo-Graphite Design | Farnese Vini-Neri Sottoli  |
| Yasuharu Nakajima               | 27-12-1984    | Japan         | EQA-Meitan Hompo-Graphite Design | Aisan Racing Team          |
| Makoto Nakata                   | 09-09-1976    | Japan         | Neo                              | geen                       |
| Umberto Nardecchia (vanaf 29-3) | 11-05-1981    | Italië        | CSF Group-Navigare               | geen                       |
| Junya Sano                      | 09-01-1982    | Japan         | geen                             | D'Angelo & Antenucci-Nippo |
| Alessio Signego                 | 11-12-1983    | Italië        | Adria Mobil                      | geen                       |
| Mariusz Wiesiak                 | 01-04-1981    | Polen         | geen                             | Matrix Powertag            |
| Nicolas Winter                  | 15-02-1989    | Zwitserland   | Neo                              | Partizan Powermove         |

## Overwinningen
Nationale kampioenschappen wielrennen
 Japan, wegrit, elite: Takashi Miyazawa
Ronde van Taiwan
3e etappe: Takashi Miyazawa
4e etappe: Takashi Miyazawa
Ronde van Kumano
Proloog: Takashi Miyazawa
2e etappe: Junya Sano
Ronde van León
2e etappe: Takashi Miyazawa
Kumamoto Road Race
Winnaar: Takashi Miyazawa